# Adrien Broomans
Adrianus (Adrien) Broomans (Overbroek, 24 mei 1824 – aldaar, 28 september 1900) was een Belgisch politicus.

## Levensloop
Hij was schepen en vervolgens vanaf 1891 burgemeester van Brecht. Hij oefende dit mandaat uit tot 1895. Hij werd opgevolgd als burgemeester door Ghislain Van Olmen.